# 萊克鎮區 (愛荷華州馬斯卡廷縣)
萊克鎮區（英語：Lake Township）是位於美國愛荷華州馬斯卡廷縣的一個行政鎮區。

## 地方資料
根據2010年美國人口普查的數據，萊克鎮區的面積為87.28平方千米，當中陸地面積為84.69平方千米，而水域面積為2.59平方千米。當地共有人口502人，而人口密度為每平方千米5.75人。